# Bóng đá ba đội

Sân bóng đá ba đội thông thường.

Bóng đá ba đội hay bóng đá ba bên (thường được viết tắt là 3SF - Three-sided football) là một thể loại bóng đá có sự tương đồng với bóng đá thông thường. Nó được phát minh bởi nhà triết học Đan Mạch Situationist Asger Jorn, là một sáng kiến kết hợp bóng đá và triết học. Chơi trên một sân hình lục giác, các quy tắc cơ bản của nó dựa trên bóng đá thông thường. 
Mỗi trận bóng có sự tham gia của ba đội tuyển, thủ ba cầu môn khác nhau. Không giống như bóng đá thông thường, trong bóng đá ba đội, đội thắng là đội để thủng lưới ít nhất. Trong mỗi trận, các liên minh tạm thời giữa hai đội đang thủng lưới nhiều hơn sẽ dồn ép đội thủng lưới ít nhất, các liên minh thành lập và tan vỡ liên tục theo tỉ số trận đấu. Bóng đá 3 đội có sân rông hơn từ 0,5 đến 0,7 lần.

## Lịch sử

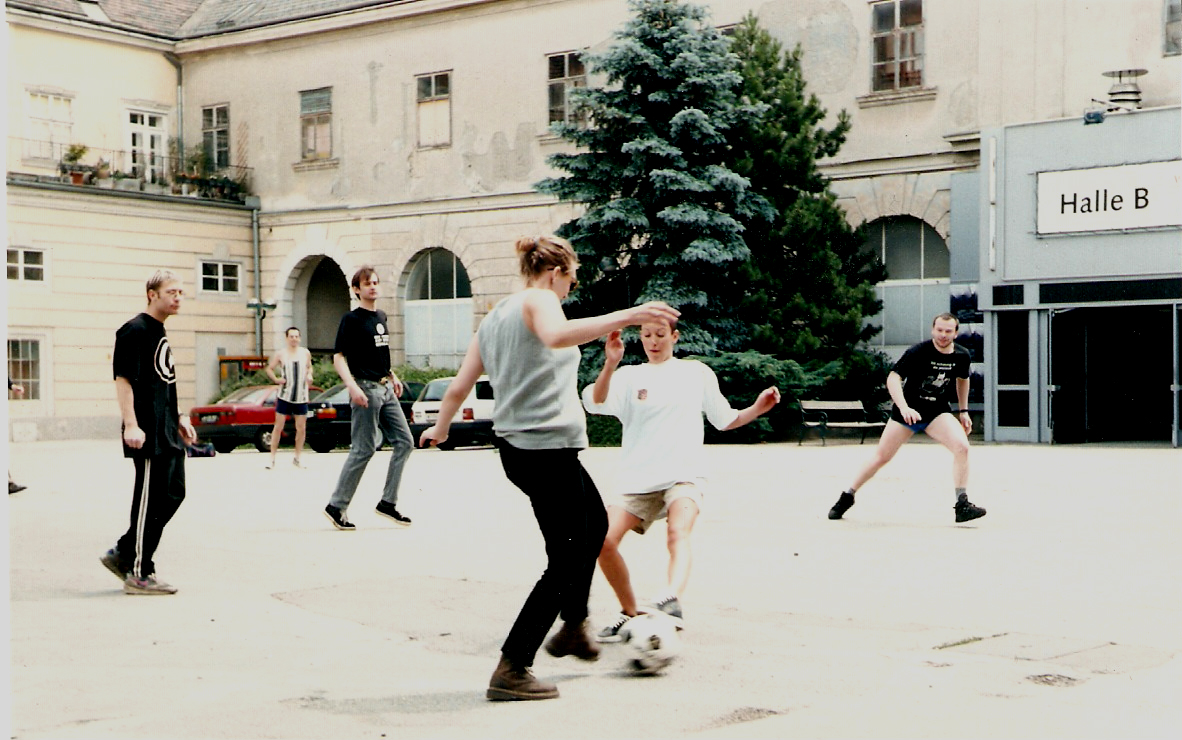
Bóng đá ba bên, năm 1997

Trò chơi được biết đến đầu tiên của 3SF, diễn ra vào ngày 28 tháng 5 năm 1993, được tổ chức bởi Hiệp hội tâm lý học Luân Đôn về Glasgow Green như một phần của Trường mùa hè Anarchist Glasgow. Những người tham gia bao gồm Richard Essex, Stewart Home và các thành viên của Hội thảo về kiến trúc phi tuyến tính.
Bóng đá ba bên đã được thực hiện trong các khoá đào tạo khác nhau của Hiệp hội các phi hành gia tự trị ở Anh, Pháp, Ý và Áo, bao gồm Hội nghị liên vùng lần thứ nhất ở Vienna (1997), Hội nghị liên vùng lần thứ 2 ở Bologna (1998), Không gian 1999 tại London, hoặc như là một sự kiện cạnh tranh tại Parc de La Villette trong kỳ World Cup 1998 hai bên tại Paris.  
Câu lạc bộ bóng đá Three Sided Deptford (D3FC) được thành lập vào tháng 2 năm 2012 để kỷ niệm 50 năm phát minh của Jorn trong cuốn sách Naturens Orden năm 1962. Trò chơi được tổ chức mỗi Chủ Nhật khác giữa D3FC và các câu lạc bộ địa phương khác tại Triển lãm Xanh lục ở Deptford tại Fordham Park, Đông Nam London.
Trận đấu bóng đá ba bên đầu tiên ở Thổ Nhĩ Kỳ được tổ chức bởi InEnArt vào ngày 14 tháng 9 năm 2013, trùng  với hội nghị Biennial Istanbul lần thứ 13. Trận đấu được thi đấu giữa Đại học Kadir Has, Istanbul giữa Philosophy Football FC từ Anh, FSC Dynamo Windrad Kassel từ Đức và Ayazma FC từ Thổ Nhĩ Kỳ. 
Trận đấu bóng đá ba bên đầu tiên tại Úc được tổ chức vào ngày 4 tháng 5 năm 2014. Cuộc thi này được tổ chức tại Trường Tiểu học St Kilda ở Melbourne và có đội là 'St Kilda All Sartres', Pythagoras 3FC (The Pys) và Geometers Atletico (Geometers). 

## 3SF World Cup

### Silkyborge năm 2014
World Cup 3SF đầu tiên diễn ra cùng với Liên đoàn Bóng đá Quốc tế 3SFvà Bảo tàng Jorn ở Silkeborg, Đan Mạch, 23 tháng 5 năm 2014. Các đội từ Pháp, Đức, Ba Lan, Anh, Lithuania và Đan Mạch đã cạnh tranh Cúp. Đội bóng Đan Mạch Silkeborg KFUM đã giành ngôi vô địch.  

### Kassel, 2017
Giải vô địch thế giới 3SF lần thứ hai được tổ chức tại Hessenkampfbahn ở Kassel, Đức vào ngày 19 tháng 8 năm 2017. Giải đấu do Dynamo Windrad tổ chức như một phần của documenta 14 và gồm mười hai đội từ Đức, Anh, Ba Lan và Lithuania.  
CTrận chung kết đã diễn ra giữa F2 Versenkt và hai đội từ giải SE London, Husaria Husaria và New Cross Internationals. Trong một trận đấu rất chặt chẽ và mang tính chiến thuật, New Cross Internationals ghi được bàn thắng duy nhất của trận đấu với F2 Versenkt. Mặc dù Husaria của Ba Lan và New Cross Internationals đã hoàn thành trận đấu mà không bị thủng lưới, các quy tắc của giải đấu cho biết trong trường hợp đó, đội bóng ghi được nhiều bàn thắng nhất trong trận đấu sẽ được coi là người chiến thắng. Do đó, New Cross Internationals đã được tuyên bố là người chiến thắng của giải đấu.
Sau khi trận chung kết kết thúc, Husaria của Ba Lan đã xác nhận chưa được biết về quy tắc số bàn thắng ghi được, và vì điều này Cross Internationals đề nghị chia sẻ danh hiệu với Husaria Ba Lan.

### London, năm 2020
Dự kiến năm 2020 3SF World Cup sẽ diễn ra ở London.

## Luật chơi

### Sự khác biệt giữa 3SF với bóng đá
1. Sân thi đấu: sân hình lục giác. 
2. Số đội trong một trận: là ba đội, thay vì 2. 
3. Cách tính chiến thắng: đội thắng là đội thủng lưới ít nhất. Nếu hai đội thủng lưới như nhau, đội ghi nhiều bàn hơn sẽ là đội thắng. 
4. Trong mỗi trận, hai đội đang bị dẫn trước được phép tạo liên minh tạm thời để tấn công đội đang thủng lưới ít nhất. Các liên minh liên tục được thành lập và tan vỡ dựa trên sự thay đổi bảng tỉ số. 
5. Các luật khác tương tự với bóng đá thông thường. 

## Tínhtriết lý
Môn bóng đá ba đội là một sự kết hợp giữa triết học và bóng đá, khi mà các đội phải có chiến thuật kết hợp với một trong hai đối thủ để có được kết quả thi đấu tốt nhất. Các đội không chỉ dựa trên thực lực của mình mà còn phải tận dụng thực lực của một trong hai đối thủ để giành chiến thắng sau cùng. 